# Campeonato Mundial de Judo de 1956
El I Campeonato Mundial de Judo se celebró en Tokio (Japón) el 3 de mayo de 1956 bajo la organización de la Federación Internacional de Judo (IJF) y la Federación Japonesa de Judo.
Las competiciones se realizaron en las instalaciones del Kuramae Kokugikan de la capital nipona. 

## Medallistas

### Masculino
| Evento            | Oro                   | Plata                      | Bronce                                                  |
| ----------------- | --------------------- | -------------------------- | ------------------------------------------------------- |
| Categoría abierta | Shokichi Natsui Japón | Yoshihiko Yoshimatsu Japón | Henri Courtine · Francia · Anton Geesink · Países Bajos |

## Medallero
| Núm. | País         | Oro | Plata | Bronce | Total |
| ---- | ------------ | --- | ----- | ------ | ----- |
| 1    | Japón        | 1   | 1     | 0      | 2     |
| 2    | Francia      | 0   | 0     | 1      | 1     |
| 2    | Países Bajos | 0   | 0     | 1      | 1     |
|      | TOTAL        | 1   | 1     | 2      | 4     |